# На порозі (фільм, 1986)
«На порозі» («На пороге») — радянський двосерійний телефільм 1986 року, знятий режисером Олександром Воропаєвим на Творчому об'єднані «Екран».

## Сюжет
За романом В.Горбачова «За далею негоди». Через неякісні розвідувальні роботи під час будівництва заполярної ГЕС стався обвал у тунелі. Головний інженер Басов пропонує внести зміни до проєкту, відмовившись від будівництва тунелю — і відстоює свою пропозицію.

## У ролях
- Володимир Самойлов — Гатилін
- Олена Габець — Олена
- Борис Невзоров — Басов
- Віктор Гоголєв — Скварський
- Федір Шмаков — Силін
- Володимир Стєклов — Алімушкін
- Олександр Соколов — Малишев
- Олена Фатюшина — дочка Малишева
- Олександр Вдовін — Дриль
- Наталія Гущина — Клавдія Пєгова
- Ія Арепіна — роль другого плану
- Михайло Єзепов — роль другого плану
- Михайло Бичков — роль другого плану
- Володимир Єпископосян — роль другого плану
- Л. Зав'ялова — роль другого плану
- М. Зеленецька — роль другого плану
- Семен Чунгак — роль другого плану
- Микола Міхєєв — роль другого плану
- Всеволод Хабаров — роль другого плану
- Світлана Хілтухіна — роль другого плану
- Юрій Шликов — роль другого плану
- Іван Уланов — роль другого плану
- Олександр Самойлов — роль другого плану
- Олександр Алексєєв — епізод
- Віктор Большаков — епізод
- Борис Бєляков — епізод
- Віктор Власов — епізод
- Георгій Всеволодов — епізод
- Юрій Виноградов — епізод
- Дмитро Гаврилов — епізод
- Сергій Ганшин — епізод
- Олександра Корольова — епізод
- В. Демич — епізод
- Олександр Лук'янов — епізод
- Сергій Лимарєв — епізод
- Володимир Мишкін — епізод
- Тетяна Новикова — епізод
- А. Плевіньш — епізод
- Володимир Радченко — епізод
- Юрій Рикунов — епізод
- Юрій Саг'янц — епізод
- Віктор Савкін — епізод
- Федір Смирнов — епізод
- Віктор Сидоров — епізод
- Юрій Сорокін — епізод
- В. Холошин — епізод
- Євген Галушко — епізод
- О. Загоруйко — епізод
- Г. Карауш — епізод
- О. Єнзовських — епізод
- Володимир Смолін — епізод
- О. Ладілов — епізод

## Знімальна група
- Режисер — Олександр Воропаєв
- Сценарист — В'ячеслав Горбачов
- Оператор — Борис Дунаєв
- Композитор — Володимир Мартинов
- Художник — Олександра Конардова